# Ved Frokosten
"Ved Frokosten" er et prosadigt af Johannes V. Jensen og et klassisk digt i dansk litteratur.
Digtet udkom første gang i Jensens første digtsamling fra 1906.
Det var da en udvidelse og omarbejdelse af to avisartikler i prosatekst.
"Ved Frokosten" beskriver digterjeg'ets sansninger og erindringer ved frokost i en cafe.

## Beskrivelse
"Ved Frokosten" er et prosadigt opdelt i 13 strofer med et varierende antal verselinjer og med en varierende længde af hver linje.
Omfanget af stroferne spænder fra blot et enkelt ord "Skaal!" i strofe 5 og 13 til 24 verselinjer i strofe 8.
Der er ingen rim i digtet, med undtagelse af mulige spredte bogstavrim såsom "barberet ved Bordet", "kyske Klorlugt", "berømme det ravgul øl" og "Diamant, [...] Danmark".
Jeppe Brixvold læser et skift fra lyrisk til episk tone i digtet.

## Analyse

### Sted
Digtet beskriver et besøg på en cafe, der sælger smørrebrød.
Cafeen er ikke nærmere beskrevet, udover at der er et fløjlsbetrukket sofahjørne og duge på bordet.
Det er dog nærliggende at se cafeen som dansk
på baggrund af snapsen som digterjeg'et holder "op som en stor levende Diamant / Kornbrændevin, kort sagt Danmark"
og selve frokosten med øl, snaps og smørrebrød.
Johannes V. Jensen havde dog også besøgt cafeer i udlandet.
I et brev fra Oslo (Kristiania) til sin søster Thit Jensen fra den 17. februar 1897 havde han skrevet at han sad "ensom i Kafeernes Sofahjørne".
Kunstnercafeen Bernina er nævnt i et andet Johannes V. Jensen-digt, Dette er kun et udtog, en udgave af Helled Haagen der også blev udgivet i Digte 1906.
Oluf Friis mener ikke, at cafeen for "Ved Frokosten" er Bernina, da digterjeg'et i så fald "måtte have set folk gå forbi nede på, ikke ude på gaden, jævnfør digtets avisartikelforlæg: "Folk gaar forbi ude paa Gaden".
Nogle danske frokostrestauranter, eller smørrebrødsrestauranter, kan føre deres historie langt tilbage, men var oprindelig åbnet som øl- og snapsebarer.
Først i 1880'erne, omkring tyve år før digtet skrives, ses det højtbelagte smørrebrød, udviklet fra de flade madder til det 'fine' smørrebrød.
Den første kendte smørrebrødsmeny er fra 1883.
Oskar Davidsen fik restaurationsbevilling i 1888 og stedet blev efterhånden til en smørrebrødsrestaurant der på avisartiklens tid omkring år århundredskiftet havde 178 forskellige slags smørrebrød.
Blandt frokostrestauranter der i en eller anden form har eksisteret på Johannes V. Jensens tid er
Tivolihallen, hvor bygningen går tilbage til 1790 og kan ses med hvide duge og træsofaer.
Restauranten i Arbejdernes Forenings- og Forsamlingsbygning (Arbejdermuseet) har eksisteret siden begyndelsen i 1879.
Under dets nuværende navn Café & Øl-Halle "1892" ses det også med hvide duge.

### Tid
Digtet foregår under en frokost. Ved digtets begyndelse er digterjeg'er netop kommet ind i cafeen og sætter sig til rette. Han får serveret øl og har en kort flygtig erindring til aftenen dag før: "i Aftes, hvordan var det?", — en erindring der ikke bliver forklaret yderligere. Han spiser sig igennem fire stykker smørrebrød og begynder herefter at erindre sig sine forhold til to kvinder, Emma og Olga.
I hvert fald det første forhold må placeres noget tid tilbage da digterjeg'et forklarer at have "[rejst] vildt til Polen" på "en yderst vigtig Ekspedition til Nordishavet". I erindringen om Olga hører man om, at forholdet blev indledt om foråret, og der er også en tanke tilbage til digterjeg'ets barndom ved Guldager Bæk: "Oh, hendes Fodsaaler var netop saa friske og kølige / som Aakandebladene i Guldager Bæk, / hvor jeg badede som ungt Menneske". Digtet slutter med en snapseskål.
En af de avisartikler som digtet er baseret på, Mit Foraar. Betragtning, tager afsæt i tanker omkring foråret, for eksempel "Skaal da, du mit Foraar".
I digtet er disse forårshenvisninger fjernet, og læseren får ikke at vide på hvilken årstid digtet foregår under.

### Ordforklaring
"Kellner" fra første strofe er tjeneren. Den moderne stavning af det tysk-lånte ord er "kelner".
Også Ordbog over det danske Sprog staver ordet med et "l".
En skalmeje som sammenstilles med glædespiger i strofe 6 er et blæseinstrument.
Den nævnes i flere andre værker af Johannes V. Jensen, for eksempel romanen Hjulet og eventyrkomedien Darduse.

### Struktur
Digtet kan deles op i tre afsnit:
Første afsnit er beskrivelsen af caféen og sanseoplevelser fra mad og drikke.
Digterjeget er i positiv stemning og afsnittet er holdt i grammatisk nutid.
I linje 35 skiftes der til datid og digterjeget begynder at erindre sig to strandede kvindeforhold.
Først med den 19-årige Emma, siden med Olga.
I linje 83 vender digtet tilbage nutidsform og digterjegets sansninger, dog hvor der også er kommentarer til de kvindelige forhold.

### Temaer

#### Smørrebrød, øl og snaps
I stroferne 2, 3 og 4 anprises henholdsvis øl, smørrebrød og snaps og indtagelsen er ledsaget af digterjeg'ets velbefindende:
"madglæden når poetiske højder".
Velbefindende af mad og drikke ses også hos andre.
Prisningen af øl går langt tilbage. I en sumerisk drikkevise hedder det ifølge Ulla Susanne Koch:
I fadene tillavet med bur-græs er det søde øl!

Mundskænk, tjener og brygger, træd nærmere,

Mens jeg sværmer om søen af øl,

Føler jeg mig storartet tilpas, har det vidunderligt,

...
I Prædikerens Bog fra det Gamle Testamente hedder det: "Da priste jeg glæden, for intet under solen er bedre for mennesket end at spise og drikke og være glad."
Johan Herman Wessels korte digt Kierlighed og Smørrebrød har ingen anprisning af smørrebrødet, snarere tværtimod, men nævner det sammen med kærlighed:
At Smørrebrød er ikke Mad,

Og Kierlighed er ikke Had,

Det er for Tiden hvad jeg veed

Om Smørrebrød og Kierlighed.
Anders Thyrring Andersen påpeger en scene i Johannes Jørgensens roman Livets Træ fra 1893 hvor digtet overlapper med en række elementer: øl, smørrebrød, kafé, kelner, iagttagelse af gadens mennesker:
| „ | Under Paraplyens Solsejl sætter jeg mig og drikker langsomt et Krus Koldt Münchener Øl til et Stykke Smørrebrød eller to. Jeg sidder lidt og ser, vel til Mode, paa Gadens Mennesker, der ustandseligt strømmer forbi. Jeg ser rundt paa de andre Gæster under Solsejlet — og ind i den skyggesvale Kafé, midt i hvis aabne Døre Kellnerne staar og spejder. Saa betaler jeg og gaar — ind gennem Strøget. Møder mange kønne Ansigter og vender mig efter mange smukke Legemer. | “ |

Johannes V. Jensen vendte selv tilbage til anprisningen af det danske smørrebrød og den danske snaps i teksten "Hjemkomst til Danmark" der blev udgivet i Social-Demokraten den 24. januar 1927.
Her citeres "Kornbrændevin, kort sagt, Danmark!" og oplevelsen sker i spisesalonen på færgen fra Warnemünde til Gedser.
Øllet nævnes ikke, mens det danske smør fremhæves som "Landets Stolthed".
Opremsninger af menupunkter finder man i Jensens to sidste romaner Dr. Renaults Fristelser og Gudrun, — dog ikke om smørrebrød.
I "Ved Frokosten" er der ikke nævnt belægning af smørrebrødet.
Det er svært at afgøre om der skulle være tale om det finere højtbelagte smørrebrød eller blot flade madder.
Dog kunne beskrivelsen "blomstrende" af smørrebrødet måske foranledige én til at mene, at det skulle være den finere slags.

#### Kvindeforhold
Johannes V. Jensens roman, Einar Elkær, udgivet i 1898 har en passage der giver mindelser om digtets to kvindeforhold med digtets beskrivelse af had ("vi paa Stand hadede hinanden") og renhed ("fordi jeg ikke vil bede en Pige, der er mig uvedkommende, uden for saa vidt som jeg elsker hende, om at vaske sin nittenaarige Krop"). I romanens kapitel 8 fortæller titelpersonens kammerat Chrysostomus Petersen:
| „ | ... jeg havde altsaa først Nancy, hende du saa, den kælne, bløde Unge. Men saa lærte jeg Ely at kende. — hun kunde have ædt mig den Gang, Nancy, hun hadede mig, hun hang om min Hals som en død, og lige efter stod hun paa Tæerne og sagde mig, jeg var en Pjalt. Men jeg havde set Ely — og nu skal jeg for Resten sige dig noget, der var meget hos Nancy ... saadan skulde jeg saagodt som hver Gang snakke til kende om at gaa i Bad! | “ |

Kombinationen kvindeforhold og café er også til stede i Jensens korte tekst Esther fra 1903 i Illustreret Tidende.

#### "Det moderne jeg"
Anne-Marie Mai ser digterjeg'et som "et moderne jeg" og et nydende, selvreflekterende jeg med appetit på hele verden og sin egen person".
I kontrast til dette nævner Per Aage Brandt digtet som en moderne pendant til en dityrambisk tradition fra det gamle Grækenland, hvor den moderne friverspoesi er: "digterens deklamatoriske selvhenvendelse, hvori han gør op med sine længsler, håner sine egne sandheder og løgne, ser sig selv i øjnene, øver sig på holdningen til døden."

## Vurderinger
Påskyndet af Kristeligt Dagblad udvalgte Anne-Marie Mai 10 digte med "dansk litteraturs mest tankevækkende og smukke lyrik" og på listen optrådte "Ved Frokosten".
I den forbindelse leverede Johannes Riis vurderingen "det kan ikke blive bedre, det er et helt overvældende godt digt!".
Esben Høilund Carlsen har angivet digtet som sit yndlingsdigt.
I en anmeldelse af Lars Bukdahls antologi Digte til drengene fra 2002 mente Martin Larsen at digtet var "det 20. århundredes bedste i Danmark, brovtende og på overfladen kynisk som det er."
Christian Graugaard spurgte retorisk i en Politiken-artikel "Mon ikke Johannes V. Jensens evergreen "Ved Frokosten" tager trofæet som dansk litteraturs til dato mest forslugne digt".
Jørn Lund gav linjer fra digtet som eksempel på udtryksrigdommen i skriftsproget.

## Udgivelser
"Ved Frokosten" blev udgivet første gang i digtsamlingen Digte der udkom den 14. november 1906 på forlaget Gyldendalske Boghandel Nordisk Forlag.
Her findes den i afsnittet med de fem andre prosadigte mellem Interferens og Afsked.
Digtet er også at finde i de senere udvidelser af digtsamlingen som udkom i Johannes V. Jensens levetid i 1917, 1921, 1941 og 1948.
Det findes trykt i flere antologier, blandt andet Dansk Lyrik fra 1965 der har i alt 12 digte af Johannes V. Jensen.
Fragmentet hvor Guldager Bæk nævnes findes i Himmerlandsk Musik, — Niels Birger Wambergs forsøg på at rekonstruere Johannes V. Jensens erindringer.
"Ved Frokosten" er oversat til engelsk af Alexander Taylor som "At Lunch",
italiensk af Maria Giacobbe som "A colazione",
nederlandsk af Annelies van Hees som "Aan de lunch" og til tysk af Sven Hakon Rossel og Monica Wenusch som "Beim Lunch".

## Afledte værker
Sangen "Ved Frokosten", som udkom på Lone Kellermann & Rockbandets album Tilfældigt Forbi i 1979, har reminicenser af Johannes V. Jensens digt med et par lånte fraser.
Digtets "Der står fire blomstrende Stykker Smørrebrød foran mig" bliver lånt i variationer af Klaus Rifbjerg.
I hans Rapsodi i blåt hedder det "der stod tre stykker blomstrende smørrebrød foran ham",
mens der i Borte tit skrives "...da servitricen satte hans tre stykker med blomstrende smørrebrød på bordet, ..." og senere "Styrket af sin ny opdagelse og de to første stykker smørrebrød og den halve øl, så han sig omkring med større velvære."
Vagn Lundbyes digt "Ved Frokosten" udgivet i Digte 1977 låner ikke blot titlen men også flere fragmenter af Jensen: "spiler næsen mod dugens kyske klorlugt", "lyser lykke ud af sit hjerte" og "skåler for den uudslukkelige appetit".
Citatet "Kold, sød, stærk og brændende" er brugt af Hans Lyngby Jepsen til titlen på hans bog om brændevin i Norden fra 1981.
En fremførsel af digtet har været i Preben Neergaards repertoire. Hans fremførsel blev optaget i Lørdagshjørnet i 1979.
"Ved Frokosten" er parodieret i Adda Djørups digt Vise om den døde Libelle fra digtsamlingen Monsieurs monologer.
Verselinjer fra "Ved Frokosten" er sammen med verselinjer fra andre digte fra Digte 1906 nævnt i Stewe Claesons roman Än jublar fågelsången fra 2009.
Måltidet der beskrives i digtet har inspireret restauranter og andre serveringssteder til at udbyde en frokostplatten bestående af de fire stykker smørrebrød: steg, æggemad, rullepølse og ost.
For eksempel fejrede Hotel Farsø forfatterens 125-års fødselsdagen i 1998 med serveringen.
Det Lille Johannes V. Jensen Selskab, der blandt andet har bestået af skuespilleren William Rosenberg og billedhuggeren Søren West, var i 2009 mødtes for 11. gang på forfatterens fødselsdag for at indtage den specificerede frokost og oplæse digtet.
Litteraturhistorikeren Anne-Marie Mai holder foredrag om madens betydning i dansk litteratur. Her indgår oplæsning af "Ved Frokosten" samt eventuel indtagelse af smørrebrød og drikkelse.
Johannes Larsen Museet har også ladet sig inspirere af digtet til en frokostplatte.

### Malerier
Digtet har relation til maleriet Frokosten af Fritz Syberg.
Det er ofte blevet påstået at maleriet skulle være inspireret af digtet.
Her er problemet dog at maleriet hævdes at være malet i foråret 1906 hvor digtsamlingen med digtet udkom senere.
I stedet er det blevet foreslået at maleriet er inspireret af en af de avisartikler, der ligger til grund for digtet.
Deroverfor og tidligere havde Aage Jørgensen og Bo Elbrønd-Bek ment at maleriet måtte stamme fra slutningen af 1906, efter udgivelsen af digtsamlingen, og byggede det på Fritz Sybergs brev fra 1912 der omtalte digtet.
I Sybergs maleri ses et bord dækket med en hvid dug, en musselmalet tallerken med fire stykker smørrebrød, et stort glas øl, en snapseflaske og et snapseglas, stofserviet og sølvbestik, en peberkværn og et saltkar.
Johannes V. Jensen udviste interesse for maleriet og ville gerne købe det men havde ikke råd.
Da maleriet indgik i en retrospektiv udstilling i 1928 på Charlottenborg var det dog i Johannes V. Jensens eje,
og ifølge Villum Jensens erindringsbog Min fars hus havde det plads over et ostindisk skab i spisestuen.
Digtet og maleriet er set som en del af en større kunstnerinteraktion hvor jysk-fynske forfattere og kunstmalere, de såkaldte bondemalere, inspirerede hinanden i første del af 1900-tallet.
Før Johannes V. Jensen havde P.S. Krøyer malet flere malerier med titlen Ved Frokosten.
For Krøyers malerier er der tale om frokosten som sociale sammenkomster i modsætning til det ensomme digterjeg i Jensens digt.
- Ved Frokosten, 1883, Skagens Museum.
- Ved frokosten i Cività d'Antino, 1890, Den Hirschsprungske Samling.
- Ved frokosten. Kunstneren, hans hustru og forfatteren Otto Benzon, 1893, Den Hirschsprungske Samling.

Også Michael Ancher malede et frokostbord som en social sammenkomst.
- Ved frokostbordet, 1888, Skagens Kunstmuseer

Andre frokost-malerier fra tiden før digtet er O.A. Hermansens stilleben Et frokostbord fra 1884, Kristian Zahrtmanns Mit frokostbord i Portofino fra 1900 og L.A. Rings Ved frokostbordet og morgenaviserne fra 1898.
Hermansens maleri har øl, snaps, ost og den hvide dug sammenfaldende med digtet, men derudover fisk, smør, radiser, avis og svirrende insekter.
- O.A. Hermansen, Et frokostbord, 1884, Statens Museum for Kunst.
- Kristian Zahrtmann, Mit frokostbord i Portofino, 1900, Ribe Kunstmuseum
- L.A. Ring, Ved frokostbordet og morgenaviserne, Nationalmuseum.

Et af de ganske få malerier fra Johannes V. Jensens hånd er Øl og snaps der giver mindelser om Fritz Sybergs frokostmaleri. Jensens oliemaleri viser en Carlsberg ølflaske, en snapseflaske, et ølglas og et snapseglas i forgrunden.